# China Three Gorges Corporation
A Companhia das Três Gargantas da China (CTG, chinês: 中国 长江 三峡 集团公司, inglês: China Three Gorges Corporation) é uma empresa estatal de energia da China, estabelecida em 27 de setembro de 1993. A empresa construiu e administra o projeto da Hidroelétrica de Três Gargantas, inaugurado e em operação desde 14 de dezembro de 1994. CTG é uma das maiores empresas de energia do mundo, com ativos totais de 280,98 bilhões de RMB (2009).
Em dezembro 2011 o Governo de Portugal vendeu os 21,35 % da Parpública, sociedade gestora de participações sociais de capitais exclusivamente públicos, na EDP para a Três Gargantas da China.
A subsidiária brasileira CTG Brasil foi fundada em 2013 e conta com capacidade instalada de 8,3 GW, operando 12 usinas hidrelétricas, 2 pequenas centrais hidrelétricas e participação em outras 3 hidrelétricas, além de participação em 11 parques eólicos.